# Spietramento

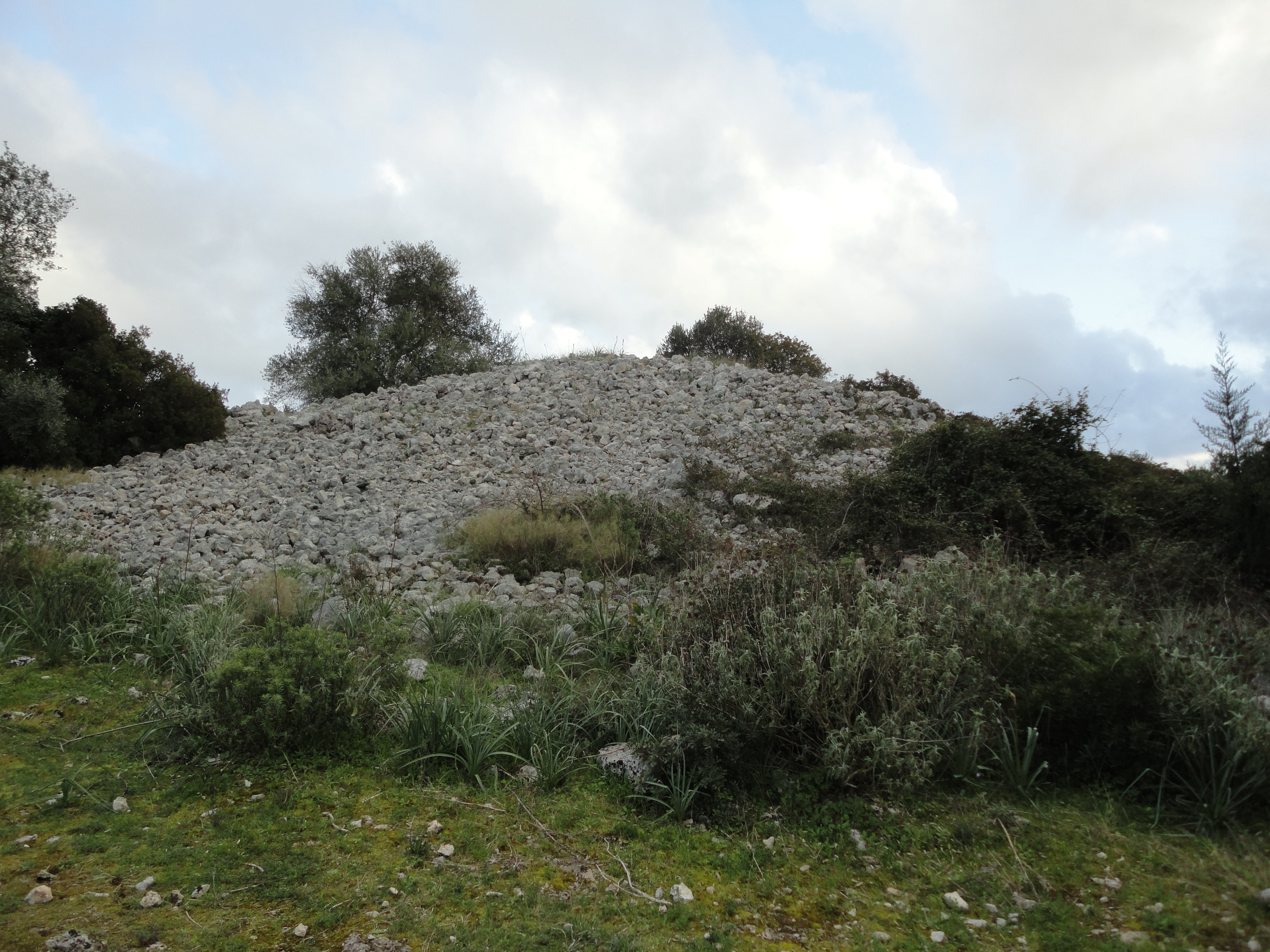
Specchia Silva nel comune di Taurisano (Lecce)

Lo spietramento è una lavorazione del terreno di carattere straordinario, eseguita sempre in fase di preparazione di un terreno naturale ad usi agricoli. Rientra a tutti gli effetti come opera di miglioramento fondiario.

## Finalità
La presenza di scheletro grossolano, in particolare di grandi dimensioni, rappresenta un ostacolo per la meccanizzazione di specifiche operazioni colturali. Ad esempio ostacola la semina a righe, in particolare quella di precisione, e la semina a spaglio con semi minuti, le lavorazioni complementari o quelle di coltivazione eseguite con organi lavoranti discissori o rimescolatori mossi dalla presa di potenza del trattore, la raccolta meccanica eseguita con macchine provviste di barra falciante e di aspo raccoglitore.
La rimozione dello scheletro permette di ottenere superfici più omogenee e letti di semina più accurati, di ridurre le dosi di semina e le fallanze, di aumentare la resa e la precisione della raccolta meccanica. 
Nelle coltivazioni erbacee l'operazione si rivela necessaria soprattutto in regime di agricoltura intensiva ad alto grado di meccanizzazione, in particolare per colture che richiedono una superficie regolare e una copertura omogenea, come ad esempio la foraggicoltura.
Nelle coltivazioni arboree lo spietramento si rivela necessario quando s'intende ricorrere a tecniche di gestione conservativa del suolo, come l'inerbimento, o in generale quando s'intende impiegare macchine composte da organi rotativi soggetti a facile usura, come le zappatrici rotative e i trinciaresidui.

## Esecuzione
In passato lo spietramento si eseguiva come pratica manuale di miglioramento fondiario basata sulla capitalizzazione del lavoro: le pietre, a iniziare da quelle di maggiori dimensioni, venivano rimosse manualmente ogni volta che affioravano in occasione delle lavorazioni principali e disposte in cumuli ai bordi dei campi oppure utilizzate per realizzare opere di muratura. Questa pratica, che richiedeva tempi lunghi e si presentava particolarmente gravosa, si è svolta tradizionalmente in Italia fino agli anni 50-60 e ha consentito il miglioramento delle condizioni pedologiche di molti terreni agricoli.
In seguito lo spietramento è stato inserito fra le opere di miglioramento fondiario, spesso suscettibile di finanziamenti con fondi pubblici, da eseguire con interventi meccanici dopo il dissodamento o lo scasso. Lo spietramento meccanico si esegue con due differenti tipologie di macchine:
- Macchine spietratrici che effettuano un vaglio meccanico del terreno fino ad una certa profondità, facendo affiorare le pietre di una certa dimensione e raccogliendole oppure disponendole in cumuli da rimuovere con altri mezzi meccanici.
- Macchine spietratrici che effettuano una frantumazione dello scheletro superficiale fino a dimensioni che sono compatibili con le finalità previste. Questa operazione si può eseguire solo quando lo scheletro è composto da elementi litologici derivati da rocce tenere (calcari, tufi, arenarie, ecc.).

## Pregi e difetti
Da un punto di vista economico, in passato lo spietramento era una pratica quasi sempre conveniente in quanto basata sulla capitalizzazione del lavoro. Infatti rientrava fra quelle operazioni da eseguirsi per assorbire parte della manodopera disponibile in eccesso in alcuni periodi dell'anno nelle aziende condotte in regime di piccola proprietà contadina o di colonia parziaria. In seguito, soprattutto con l'intensivazione dei regimi e con l'incremento del costo del lavoro in agricoltura, la pratica dello spietramento è rientrata fra gli investimenti da valutare con criteri di convenienza prettamente economici.
Da un punto di vista tecnico si può considerare conveniente quando il tenore in scheletro non è eccessivo. In generale si rivela conveniente con scheletro esclusivamente superficiale in quanto l'intervento è definitivo e i benefici agronomici sono rilevanti. Va invece valutata con precauzione l'opportunità di procedere allo spietramento di un terreno quando la presenza di scheletro è abbondante e interessa anche gli strati profondi. In queste condizioni si presentano i seguenti inconvenienti:
- Le lavorazioni profonde, in particolare l'aratura, fanno affiorare nuovo scheletro in superficie vanificando un intervento meccanico eseguito in precedenza in fase di messa a coltura. Lo spietramento meccanico è infatti un'operazione con carattere di straordinarietà da eseguirsi, ricorrendo all'opera di contoterzisti.
- L'asportazione di un notevole volume di scheletro può abbassare in modo considerevole il piano di campagna esponendo il terreno a fenomeni di ristagno superficiale. Una depressione locale ha infatti un'azione di richiamo delle acque di deflusso sia superficiale sia sottosuperficiale dai terreni circostanti. Il rischio è elevato in caso di presenza elevata di scheletro: terreni con il 30-40% di scheletro possono subire un abbassamento di quota di 10-15 cm qualora si asporti lo scheletro nei primi 40 cm di terreno.